# Drumul european E501
Drumul european 501 (E501) este un drum care leagă Le Mans de Angers (Franța).

## Traseu
| Franța |                  |         |                              |
|        | Traseu           |         | Intersecții Drumuri Europene |
| A11    | Le Mans - Angers | Le Mans | E50 E402 E502                |
| A11    | Le Mans - Angers | Angers  | E60                          |